# Estación de Franklin D. Roosevelt (Metro de París)

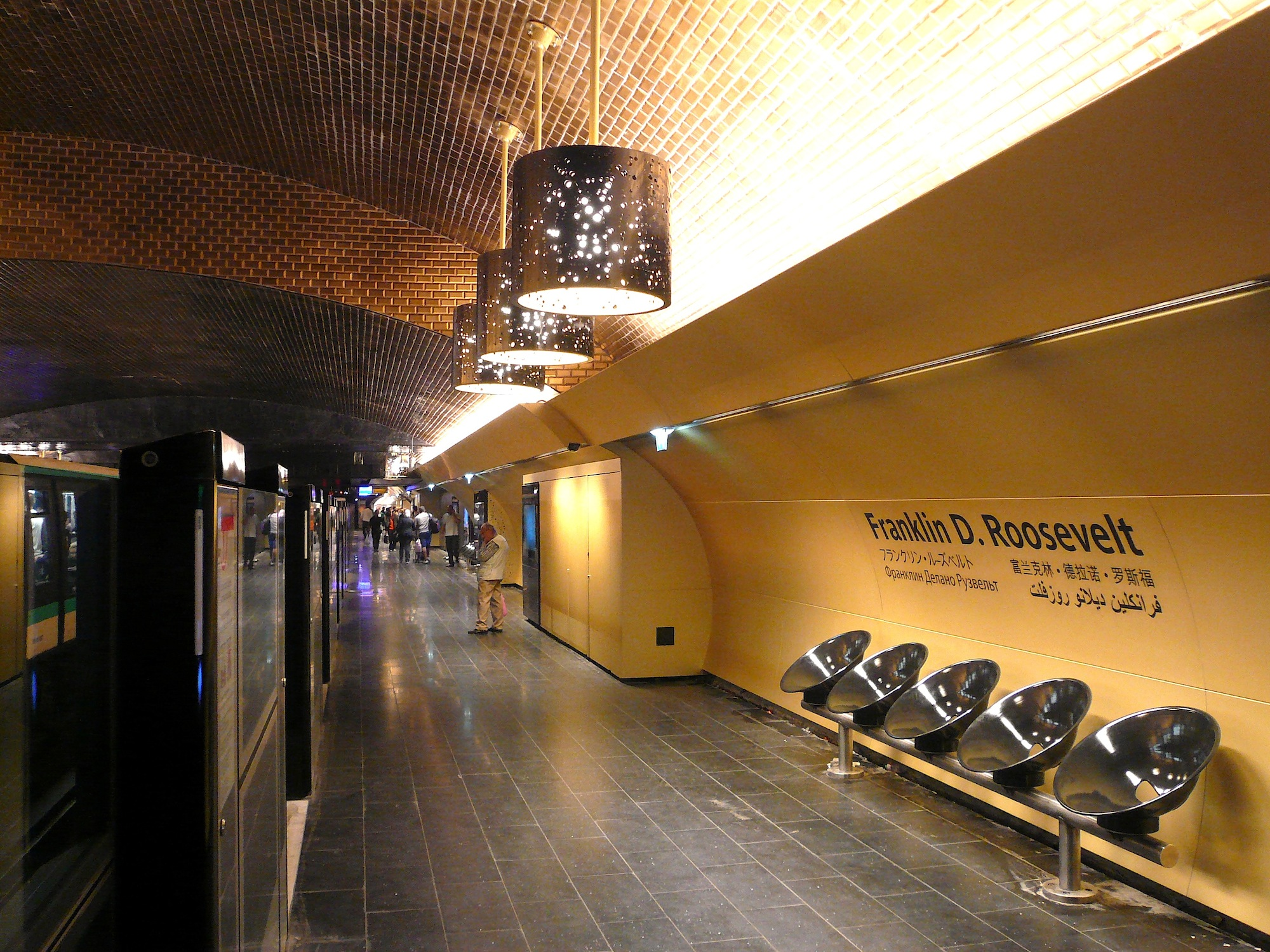
Estación de la Línea 1

Franklin D. Roosevelt es una estación de las líneas 1 y 9 del metro de París, situada en el  VIII Distrito de la capital. La estación se encuentra en los alrededores de la Glorieta de los Campos Elíseos (Rond Point des Champs Elysées). En 2004 superaba los 12 millones de viajeros anuales.

## Historia
Inicialmente existían dos estaciones distintas : Marbeuf, la estación de la línea 1 inaugurada en 1900 y Rond Point des Champs Elysées, la estación de la línea 9, puesta en marcha en 1923. Esto explica porque dos de los accesos de la estación requieren pasar por los andenes de la línea 1 para llegar a la línea 9.
El 6 de octubre de 1942 se puso en servicio un pasillo de enlace entre ambas estaciones, de forma que el nombre de ambas se cambió por Marbeuf - Rond Point des Champs-Élysées.
Al acabar la Segunda Guerra Mundial la estación pasó a llamarse Franklin D. Roosevelt debido a que la cercana avenida Victor-Emmanuel III había sido renombrada como avenida Franklin D. Roosevelt. Se sustituía así el nombre de un jefe de Estado de un país enemigo durante el conflicto, Italia, por el de un jefe de Estado de un país aliado de Francia como había sido Estados Unidos.

## Descripción

### Estación de la línea 1
Se compone de dos andenes laterales de 90 metros de longitud, situados bajo la avenida de los Campos Elíseos a la altura del cruce con la calle Marbeuf, y de dos vías.
Durante mucho tiempo, más de 60 años, la estación lució uno de los diseños más característicos de la red basándose en un estilo que estuvo en voga en la década de los 50 y de los 60. La idea de base consistía en revestir las estaciones con diversos materiales para alejarse así del sobrio diseño clásico. En Franklin D. Roosevelt el estilo fue llevado aún más allá usando una técnica de manipulación del vidrio llamada gemmail dando lugar a auténticas vidrieras modernas. Tonos verdes y anaranjados, bancos empotrados y señalización en relieve eran otras de las características de la estación. 
En 2010, y dentro del plano de renovación del metro parisino puesto en marcha por la RATP en los años 2000, el revestimiento ha sido suprimido. Se prevé que sea sustituido por el funcional pero más anodino azulejo blanco biselado. La reforma ha supuesto también la instalación de puertas de andén como sucede en todas las estaciones de la línea 1.

### Estación de la línea 9

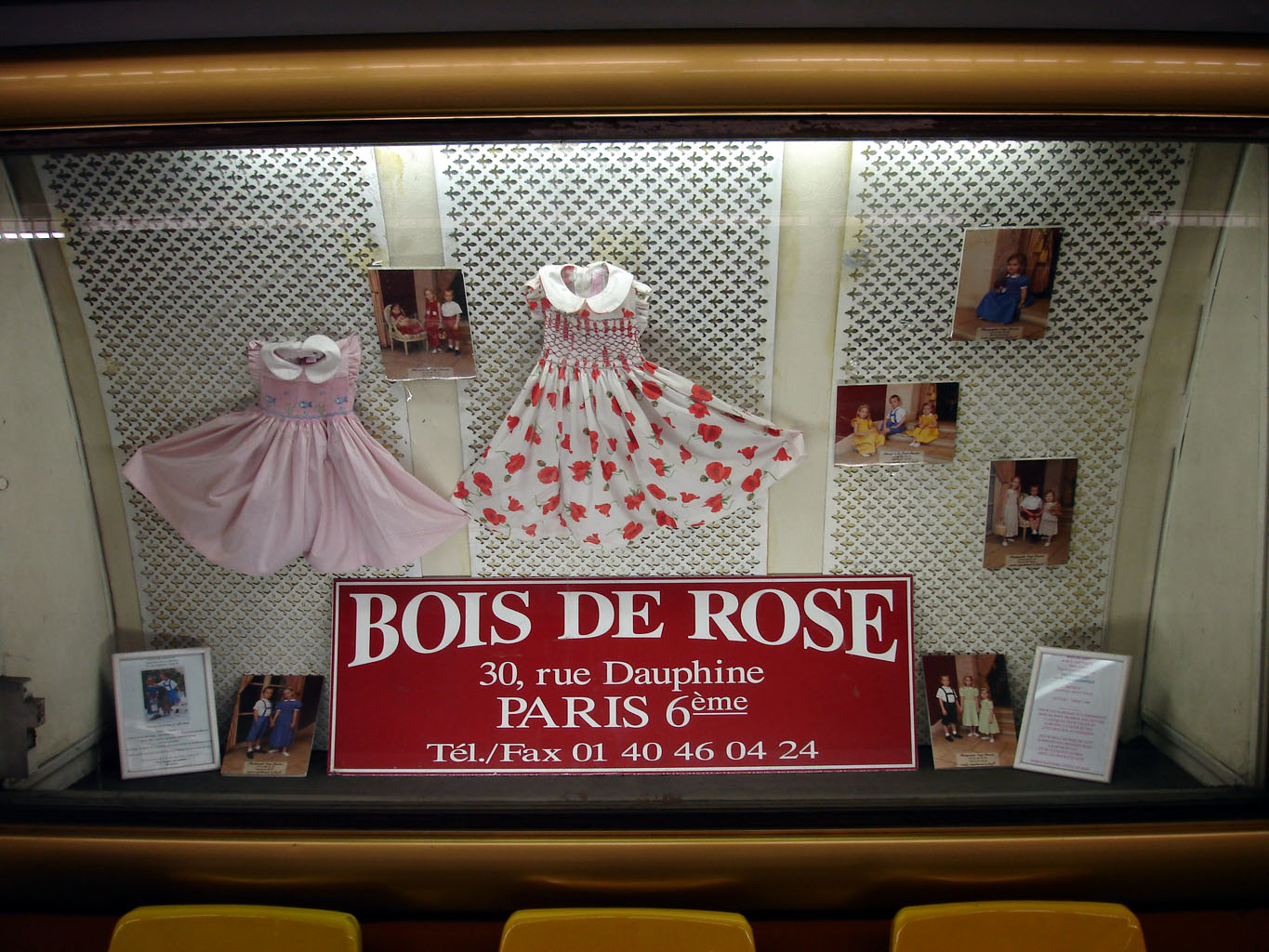
Ejemplo de vitrina publicitaria existente en el año 2008.

Se compone de dos andenes laterales de 75 metros de longitud, situados bajo la Avenida Montaigne a la salida de la Glorieta de los Campos Elíseos, y de dos vías.
Fue la primera estación de la red, en 1952, en ser renovada según el estilo carrossage. En él se empleaba diversos materiales para revestir los clásicos azulejos blancos del metro parisino.
Durante mucho tiempo su publicidad se limitó a curiosas vitrinas publicitarias, donde la publicidad no aparecía en paneles diseñados a tal efecto sino que se usaban pequeñas vitrinas donde se mostraba el producto que se pretendía publicitar indicando donde podía ser adquirido.
El amarillo, presente en los muchos asientos de tipo Motte y en los marcos de las vitrinas, es el tono predominante en la estación.
Como en la estación de la línea 1, la señalización aparece en relieve usando en este caso un color dorado.

## Accesos
La estación dispone de siete accesos, la mayoría de ellos situados en la avenida de los Campos Elíseos.
- Av. de los Campos Elíseos, 27
- Av. de los Campos Elíseos, 35
- Av. de los Campos Elíseos, 40
- Av. de los Campos Elíseos, 44
- Glorieta de los Campos Elíseos, 3
- Glorieta de los Campos Elíseos, 7
- Av. Montaigne, 60

## Alrededores
En las proximidades de la estación se encuentran los palacios construidos para la Exposición Universal, Grand Palais y Petit Palais, la parte arbolada de los Campos Elíseos y las tiendas más célebres de los mismos (Virgin, IGN...).